# Pausanias (Macedoniër)
Pausanias van Orestis († Aegae, 336 v.Chr.) was een Macedonische edelman die bekend werd als de moordenaar van koning Philippus II.
Pausanias was een van de somatophylakes (lijfwachten) van koning Philippus. Hij vermoordde de koning in 336 v.Chr., mogelijk met medeweten en op aansporing van diens echtgenote Olympias, of zelfs van zijn zoon Alexander de Grote. Onmiddellijk na zijn misdaad werd hij gearresteerd en ter dood gebracht. De precieze omstandigheden van de moord werden echter nooit volledig opgehelderd.
De meest tot de verbeelding sprekende verklaring van de moord lezen we bij Clitarchus en bij Diodorus Siculus, die verder bouwen op een allusie bij Aristoteles. Als we deze bronnen mogen geloven gaf de generaal Attalus Pausanias de schuld voor de dood van zijn neef. Philippus en Pausanias zouden ooit minnaars zijn geweest, maar de liefde bekoelde en Philippus zou toen een nieuwe relatie begonnen zijn met Attalus' neef. Pausanias voelde zich in zijn eer aangetast en aarzelde niet zijn rivaal én zijn vroegere vriend in het openbaar hierover te treiteren en aan te vallen. Om zijn eigen eer te redden zou Attalus' neef toen zelfmoord hebben gepleegd door zich vrijwillig op een gevaarlijke plek op te stellen in de strijd, waarbij hij tevens het leven van de koning redde. Sindsdien zon Attalus op wraak. Hij zou Pausanias uitgenodigd hebben in zijn buitenverblijf, hem daar dronken gevoerd hebben en hem toen de hele nacht lang onderworpen aan een groepsverkrachting door muilezeldrijvers en andere vernederende mishandelingen. 
Philippus hield Attalus echter de hand boven het hoofd en weigerde hem te straffen voor deze feiten, niet alleen omdat ze verwanten waren, maar ook en misschien vooral omdat Attalus een bekwame generaal was die net het bevel had gekregen over de troepen die vooruitgestuurd werden voor de invasie van Azië. Met geschenken en een bevordering tot somatophylax probeerde de koning Pausanias toch enigszins tot bedaren te brengen, maar zijn gekrenkte aristocrateneer kon enkel vrede nemen met echte genoegdoening. Het onthouden ervan zou zijn motief kunnen geweest zijn om de koning te vermoorden.
De moord vond plaats tijdens een openbare plechtigheid in het theater van Aigai. Toen Pausanias probeerde te ontsnappen naar de paarden die hij had klaarstaan, werd hij gevat en onmiddellijk gedood door Attalus, Leonnatus, en Perdiccas, die eveneens koninklijke lijfwachters waren. 
De jonge troonopvolger Alexander liet het lijk van zijn vaders moordenaar kruisigen, maar zodra hij op veroveringstocht uit Macedonië was vertrokken, bouwde koningin Olympias een gedenkteken voor Pausanias.
Tijdens het onderzoek naar de omstandigheden van de moord werd vastgesteld dat Pausanias zeker met voorbedachtheid had gehandeld, omdat er opgetuigde paarden werden gevonden op de plek waar hij heenvluchtte. Twee andere personen, de broers Heromenes en Arrhabaeus, werden schuldig bevonden aan medeplichtigheid en geëxecuteerd. Leonnatus, die de speer had gegooid die Pausanias doodde, werd gedegradeerd. Hij werd ervan verdacht dat hij Pausanias had gedood om te voorkomen dat deze tijdens het onderzoek allerlei compromitterende informatie zou vrijgeven.